# نیکیتینسکایا (شهرستان وینوگرادوفسکی، استان آرخانگلسک)
نیکیتینسکایا (به لاتین: Nikitinskaya) یک منطقهٔ مسکونی در روسیه است که در استان آرخانگلسک واقع شده‌است.